# Sesamia atlantica
Sesamia atlantica är en fjärilsart som beskrevs av Charles Boursin 1944. Sesamia atlantica ingår i släktet Sesamia och familjen nattflyn. Inga underarter finns listade i Catalogue of Life.